# Kweon Young-jun
Kweon Young-jun (hangul: 권영준; Cheongju, 29 de março de 1987) é um esgrimista sul-coreano, medalhista olímpico.

## Carreira
Young-jun conquistou a medalha de bronze nos Jogos Olímpicos de Verão de 2020 em Tóquio ao lado de Park Sang-young, Ma Se-geon e Song Jae-ho, após confronto contra os chineses Dong Chao, Lan Minghao e Wang Zijie na disputa de espada por equipes.